# Cerura vinula
Cerura vinula (Linnaeus, 1758) è un lepidottero appartenente alla famiglia Notodontidae, diffuso in Eurasia.

## Descrizione

### Adulto
Il maschio adulto è leggermente più piccolo della femmina. Le ali anteriori sono bianche o grigio-giallastre, venate di nero; quelle posteriori sono di un grigio molto chiaro, quasi trasparenti nelle femmine. Il corpo è grigio-biancastro e presenta delle bande scure sull'addome.
L'apertura alare varia dai 58 ai 75 mm.

Il maschio ha antenne bipennate, mentre quelle delle femmine sono seghettate.

### Uovo
Le uova sono color cioccolato, semisferiche, ampie all'incirca un millimetro e mezzo.

### Larva

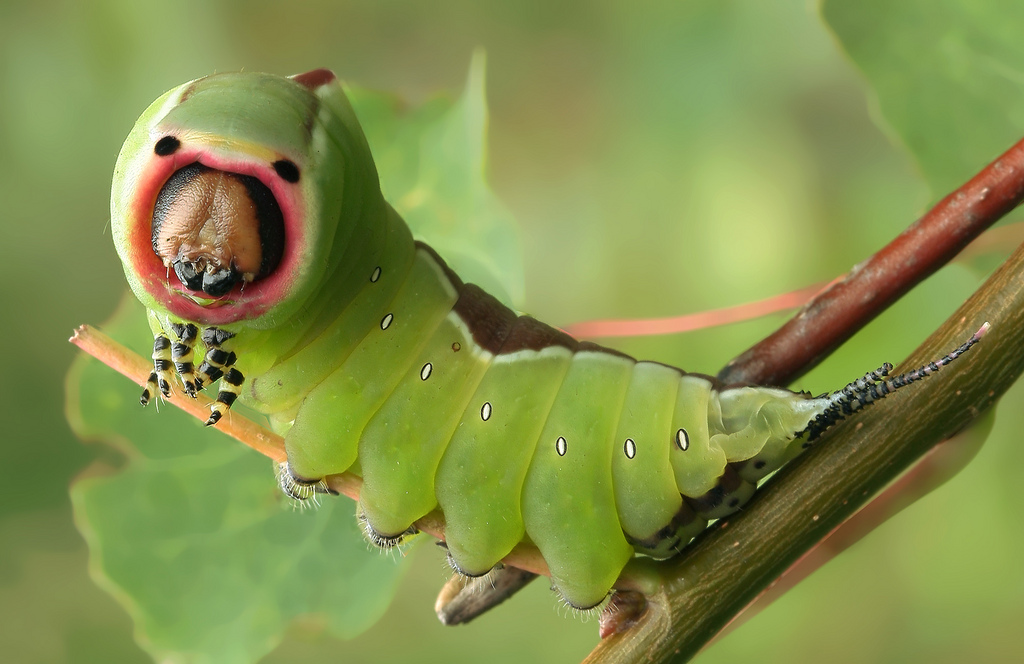
Vista frontale del bruco.

Il bruco è lungo all'incirca 80 mm. È di un verde molto brillante e, sul dorso, ha una macchia bruno-nerastra, circondata da una linea bianca. I bruchi giovani sono completamente neri. L'addome termina in una coda a forma di forcella, le cui estremità presentano flagelli rossi estensibili.

### Pupa
La crisalide è alquanto simile a quella di un Noctuidae, e si presenta protetta da un robusto bozzolo adeso ad un albero o ad un palo.

## Biologia

### Comportamento
Il bruco ha un comportamento difensivo molto marcato. Quando viene disturbato, assume un atteggiamento difensivo sollevando il capo con un'area rossa e la coda con i flagelli. Se l'avvertimento viene ignorato, spruzza acido formico.

La pupa rappresenta stadio di resistenza per l'inverno.

### Periodo di volo
Il periodo di volo si estende da aprile ad agosto a seconda dell'altitudine; la specie è univoltina.

### Alimentazione
Le piante ospiti sono rappresentate da membri dei generi Salix L.  e Populus L. (Salicaceae), in particolare Populus tremula L..

### Riproduzione
Le uova vengono deposte sulla pagina superiore delle foglie della pianta nutrice.

## Distribuzione e habitat
La specie vive nell'ecozona paleartica, attraverso l'Europa e le zone temperate dell'Asia, fino alla Cina. In Italia è presente ovunque.
L'habitat consiste in zone boscose molto fitte e umide, dal livello del mare ai 1.300 metri di altezza.

## Tassonomia

### Sottospecie
Sono riconosciute quattro sottospecie:
- Cerura vinula vinula (Linnaeus, 1758)
- Cerura vinula benderi Lattin, Becker & Roesler, 1974
- Cerura vinula estonica Huene, 1905
- Cerura vinula phantoma (Dalman, 1823)

### Sinonimi
Sono stati riportati quattro sinonimi:
- Bombyx gnoma (Fabricius, 1777) (sinonimo eterotipico)
- Bombyx phantoma Dalman, 1823 (sinonimo eterotipico)
- Phalaena diuramajor Retzius, 1783 (sinonimo eterotipico)
- Phalaena vinula Linnaeus, 1758 (sinonimo omotipico; basionimo)
- Dicranura vinula